# Thomaskirche (Teheran)

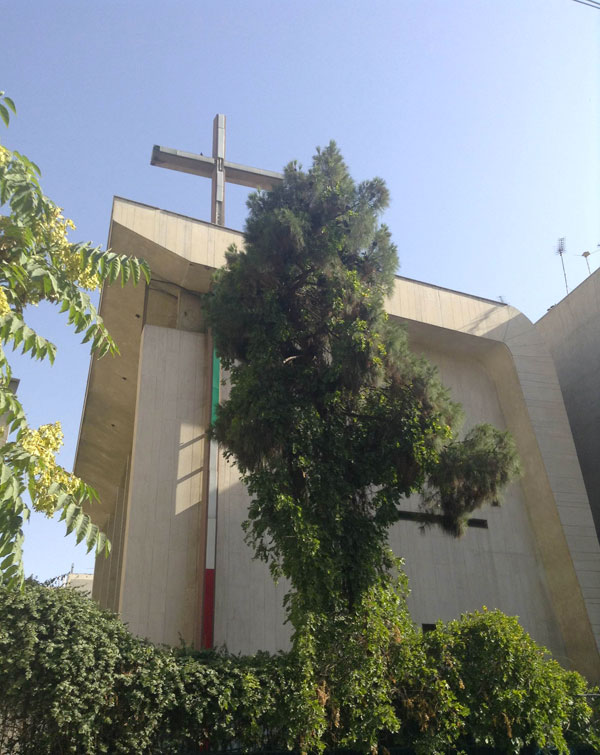
Assyrische Evangelische Kirche Mar Tuma in Teheran, 2014

Die Assyrische Evangelische Thomaskirche Teheran oder Kirche Mar Tuma (persisch کلیسای توما) ist eine Kirche in der iranischen Hauptstadt Teheran, die im Jahre 1959 geweiht wurde. Sie gehört zur Assyrischen Evangelischen Kirche innerhalb der Evangelischen Presbyterianischen Kirche des Iran.

## Standort
Die Tuma-Kirche steht an der Südseite der Khosravi-Straße zwischen der Rahi-ye-Moayyeri-Straße im Osten und der Salehi-Straße im Westen, etwa 320 m östlich der Kargar-Straße, rund 1,5 km westlich der anglikanischen Hauptkirche St. Paul und etwa 1,8 km westnordwestlich der armenischen Sankt-Sarkis-Kathedrale.

## Geschichte
Die assyrische evangelische Thomaskirche an der Khosravi-Straße in Teheran wurde in der Regierungszeit des Mohammad Reza Pahlavi von einem iranisch-assyrischen Architekten geplant und 1959 fertiggestellt.

## Architektur
Die assyrische evangelische Thomaskirche gilt als größte evangelische Kirche Teherans. Sie ist 28 m lang und 12,5 m breit. Sie hat zwei über Treppen erreichbare Eingänge, und zwar an der südlichen und an der östlichen Seite. Der Altar der Thomaskirche befindet sich im südlichen Teil der Kirche. Die asymmetrische Kirche ist aus Stahlbeton im Stil der Moderne erbaut. Das Kreuz ist am Nordende des in Nord-Süd-Richtung stehenden Gebäudes.